# Рони Джеймс Дио
Ро̀ни Джеймс Дѝо (на английски: Ronnie James Dio) е американски рок певец и композитор на рок, хардрок и хевиметъл музика и един от най-великите и влиятелни вокали световно. Роден е на 10 юли 1942 г. в Портсмът, Ню Хампшър, но израства в град Кортланд, щата Ню Йорк. Истинското му име е Роналд Падавона. По време на 53-годишната си активност е вокалист на групите Елф, Рейнбоу, Блек Сабат, Дио и Heaven & Hell. Умира на 16 май 2010 г. от рак на стомаха.

## Кариера
Дио израства в Ню Йорк, където в края на 50-те чиракува в различни групи като The Vegas Kings, Ronnie & The Rumblers и Ronnie And The Red Caps. В периода 1961 – 67 г. оглавява Ronnie Dio and the Prophets, не само като вокалист, но и свири на пиано, бас китара и дори на тромпет. Многостранно развит талант, той също работи и като продуцент.
Според издадената през 1990 г. книга в България за „Дийп Пърпъл“ от двама унгарци Рони е известен като Роналд Падавона.

### Елф
През 1967 г. формира групата The Electric Elves, група, която в началото на 70-те сменя името си на „Елф“. В средата на 1970 г. цялата група е сполетяна от автомобилна катастрофа, в която загива китаристът Ник Пантас. Дио поема водещите вокали и баса, а останалата част от групата включва Дейвид Файнщайн (китара), Мики Лий Сол (клавишни) и Гари Дрискол (ударни). „Елф“ е забелязана от Роджър Глоувър и Иън Пейс от Дийп Пърпъл през 1972 г. и си урежда договор за продукция на две американски турнета. През 1973 г. в „Елф“ се включва басистът Крейг Грубър, което позволява на Дио да се съсредоточи върху вокалите. Китаристът Файнщайн се отказва от турнето и първоначално е заместен от Стийв Едуардс. От 1974 г. Марк Носийф поема перкусиите. През 1975 г. Глоувър предоставя възможност на Дио да участва в проекта му The „The Butterfly Ball and the Grasshopper's Feast“ и това дава на Дио широката признателност, която желае.

### Рейнбоу
След като вече напуска Дийп Пърпъл и е записал едно парче с „Елф“ Ричи Блекмор създава Рейнбоу. Той привлича в групата Дио, Сол, Грубър и Дрискъл от „Елф“. Дебютният албум „Ritchie Blackmore's Rainbow“ е несправедливо считан за лоша имитация на „Дийп Пърпъл“. Всъщност песните са вдъхновени от класическата музика, а тематиката на текстовете е средновековна. В този период Дио пише освен текстовете също така и музиката за някои парчета. Почти веднага след излизането на албума Блекмор уволнява всички с изключение на Дио. Новият барабанист е Кози Пауъл, басист е Джими Бейн, а зад кийборда е Тони Кери. В този състав излиза „Rising“. Този албум и следващия („Long Live Rock'n'Roll“) имат сравнително голям успех. Синглите и от трите албума („Man On The Silver Mountain“, „Catch The Rainbow“, „Starstuck“, „Kill The King“, „Long Live Rock'n'Roll“) стават класика в рок и хеви музиката. След излизането на албума и промоционалното му турне Дио напуска, за да замени Ози Озбърн в Блек Сабат.

### Блек Сабат
През 1979 г. Дио напуска като пренася дарбата си на певец и текстописец в Блек Сабат, където прави много за подмладяването на отслабващата група. Първият му албум с групата отбелязва най-големия и успех от „Sabotage“ насам. Именно на промоционалното турне на албума Дио популяризира жеста станал символ на хевиметъла – mano cornuto. След турнето барабанистът Бил Уорд напуска групата, поради лични причини и е заменен от Вини Апис. В този състав е записан албумът „Mob Rules“. След това през 1980 г. е издаден албумът „Live Evil“, съдържащ концертни изпълнения. След това Дио напуска, като оставя групата на много добро ниво, с много нови фенове. Синглите от албумите с тази група не стават хитове в класациите, но са емблематични за Дио („Heaven And Hell“ и „The Sign Of The Southern Cross“).

### Дио
След напускането на „Блек Сабат“, вече световноизвестен и всепризнат, Дио решава да създаде своя собствена група, под името Дио. В нея участват бившите му колеги Вини Апис (от „Блек Сабат“) и Джими Бейн (от „Рейнбоу“). Вивиан Кемпбъл поема китарата, а Клод Шнел – клавишните. Дебютният албум „Holy Diver“ излиза през май 1983 г. и въпреки че достига само до 61-во място, той е едно обещаващо начало. Следващите два албума „Last In Line“ и „Sacred Heart“ имат по-голям успех. По време на турнето за „Sacred Heart“, Дио написва още няколко парчета, които излизат в компилация, наречена „Time To Burn“.
През 1986 г. Кемпбъл напуска, за да се присъедини към Уайтснейк и е заменен от Крейг Голди. След излизането на „Dream Evil“ през 1987 г., Дио сменя целия състав на групата. Новата група издава „Lock Up The Wolves“. През 1992 г. Дио се събира отново с „Блек Сабат“, с които издава успешния „Dehumanizer“. През 1993 г. възстановява старата си група с нов китарист – Трейси Джи. В този състав групата издава „Strange Highways“ (1994), „Angry Mashines“ (1996) и „Inferno - Last In Live“ (1998).
През 2000 г. Голди се връща за осмия студиен албум на „Дио“ „Magica“ (който достига 13-о място в класациите), но отново напуска преди излизането на деветия – „Killing The Dragon“. Въпреки всичко той се връща през 2004 г. за „The Master Of The Moon“. През 2005 г. излиза концертният албум „Live Evil - Live In New York City“, а през 2006 г. излиза DVD с концерта от Русия по време на световното му турне. Въпреки че албумите не достигат по-първите места в класациите, Дио отново създава сингли, влезли в историята: „Holy Diver“, „Rainbow In The Dark“, „Don't Talk To Strangers“, „We Rock“, „Straight Through The Heart“ и др. През 2007 г. съвместно с Тони Айоми от Блек Сабат създават проекта „Heaven & Hell“ и издават албум и DVD.
В едно хардрок списание, в статия за него се казва, че „с гласа си може да обърне и товарен влак“. Сигурно е така! Гласът му е запомнящ се, изключително специфичен, силен и плътен.

### Heaven & Hell
През октомври 2006 г., Дио заедно с Тони Айоми, Гийзър Бътлър и Вини Апис формират групата Heaven & Hell – на името на първия албум на Блек Сабат с Дио. През 2007 г. групата записва три нови песни за компилационния албум Black Sabbath: The Dio Years. През 2009 г. издават албума The Devil You Know. Последният концерт на групата и изобщо на Рони Джеймс Дио е на 29 август 2009 г.

## Смърт
Почива на 16 май 2010 година от рак на стомаха, след около едногодишно боледуване.
В България е издигнат единствения в света паметник на Дио. Той се намира в Алея на рока в Каварна, негов автор е скулпторът Красимир Кръстев-Ломски, монументът е открит на 23 октомври 2010 г.

## Дискография
- Dio and the Profets – „Dio at Dominus“ (1963)
- Елф – „Elf“ (1972)
- Елф – „Carolina County Ball“ (1974)
- Елф – „Trying to Burn the Sun“ (1975)

### СРейнбоу
- „Ritchie Blackmore's Rainbow“(1975)
- „Rising“ (1976)
- „On Stage“ (1977)
- „Long Live Rock'n'Roll“ (1978)

### СБлек Сабат
- „Heaven and Hell“ (1980)
- „Mob Rules" (1981)
- „Live Evil“ (1982)
- „Dehumanizer“ (1992)

### СДио
- „Holy Diver“ (1983)
- „The Last in Line" (1984)
- „Sacred Heart“ (1985)
- „Intermission“ (1986)
- „Dream Evil“ (1987)
- „Lock up the Wolves“ (1990)
- „Diamonds – The Best of Dio“ (1992)
- „Strange Highways“ (1994)
- „Angry Machines“ (1996)
- „Inferno: Last in Live“ (1998)
- „Magica“ (2000)
- „Killing the Dragon“ (2002)
- „Evil or Divine“ (2003)
- „Master of the Moon“ (2004)
- „Evil or Divine — Live in New York City“ (2005)
- „Holy Diver Live“ (2006)

### СHeaven & Hell
- „Live from Radio City Music Hall“ (2007)
- „The Devil You Know" (2009)
- „Neon Nights: 30 Years of Heaven & Hell“ (2010)

### С All Stars
- Hear 'n Aid (1986)

### Други участия
- Bobby Comstock And The Counts – „Run My Heart 7“ (1963)
- Austin Gravelding – „Self Made Man“ (1970)
- Роджър Глоувър – „The Butterfly Ball and the Grasshopper's Feast“ (1974)
- Дейвид Ковърдейл – „Northwinds“ (1978)
- Кери Ливгрен – „Seeds of Change“ (1980)
- Кери Ливгрен – „The Best Of Kerry Livgren“ (2002)
- Heaven – „Where Angels Fear To Tread“ (1983)
- Rough Cutt – Rough Cutt (1984)
- Hear 'n Aid – Hear 'n Aid (1986)
- Dog Eat Dog – „Play Games“ (1996)
- Еди Хардин & Guests – „Wizard's Convention“ (1994)
- Munetaka Higuchi With Dream Castle – „Free World“ (1997)
- Пат Бон – „In a Metal Mood: No More Mr. Nice Guy“ (1998)
- A Tribute To Alice Cooper – „Humanary Stew“ (1999)
- A Tribute To Aerosmith – „Not The Same Old Song And Dance“ (1999)
- Дийп Пърпъл – „In Concert With The London Symphony Orchestra“ (1999)
- Дийп Пърпъл – „Live at the Rotterdam Ahoy“ (2001)
- Дийп Пърпъл – „The Soundboard Series“ (2001)
- Edi Odveda – „Axes 2 Axes“ (2005)
- Иън Гилън – „Gillan's Inn“ (2006)
- Queensrÿche – „Operation: Mindcrime II“ (2006)
- Queensrÿche – „Mindcrime at the Moore“ (2007)
- Tenacious D – „The Pick of Destiny“ (2006)
- The Rods – „Forthcoming album“ (2008)
- The Heaven and Hell project – „Heaven and Hell-DVD“ (2007)